# Tony Morales
Tony Morales (California, ...) è un compositore statunitense.
Ha composto musiche per film, serie televisive e videogiochi, tra cui: Enemies Closer, Scorpion e Eat Lead: The Return of Matt Hazard.

## Filmografia parziale

### Cinema
- Hide Away, regia di Chris Eyre (2011)
- Enemies Closer, regia di Peter Hyams (2013)
- Night Has Settled, regia di Steve Clark (2014)
- Motel (The Bag Man), regia di David Grovic (2014)
- In Your Eyes, regia di Brin Hill (2014)

### Televisione
- Super Ninja (Supah Ninjas) - serie TV, 35 episodi (2011-2013)
- Hatfields & McCoys - miniserie TV, 3 puntate (2012)
- Scorpion - serie TV, 91 episodi (2014-2018)
- Bloodline - serie TV, 13 episodi (2015)
- Elena di Avalor (Elena of Avalor) - serie TV d'animazione, 76 episodi (2016-2020)
- Reacher - serie TV (2022-in corso)
- FUBAR - serie TV, 8 episodi (2023)

## Videogiochi
- Eat Lead: The Return of Matt Hazard (2009)